# France-IOI
France-IOI est une association qui développe des contenus pour découvrir la programmation informatique et progresser en algorithmique, qui organise des concours pour les élèves du secondaire en France, et qui sélectionne les candidats français pour des concours d’informatique internationaux, notamment les Olympiades internationales d'informatique (IOI).
France-IOI a été fondée en 2004 afin de structurer l’entrainement et la sélection pour les IOI, commencés à l’association Prologin depuis trois ans. Une plateforme d’entrainement est mise en ligne en priorité pour les candidats, mais elle est également ouverte au public et propose de résoudre des problèmes d’algorithmique dans un des langages de programmation pris en charge. La plateforme contient un forum d’entraide, et fournit des corrections une fois que les problèmes ont été résolus. Des contenus ont été rajoutés spécifiquement pour l’enseignement de la programmation au lycée.
France-IOI est aussi connue pour organiser l’édition française du concours Castor informatique depuis 2011, le concours de cryptographie Alkindi et le concours Algoréa. Ce dernier est déterminant pour la sélection aux Olympiades.